# Солодке життя (фільм)
«Солодке життя» (італ. La dolce vita) — чорно-білий фільм італійського режисера Федеріко Фелліні, що вийшов 3 лютого 1960 року. У фільмі розповідається історія життя журналіста у Римі за часів економічного піднесення Італії у 50-х роках XX століття. Головну роль виконав Марчелло Мастроянні.
Володар головного призу 13-го Каннського кінофестивалю, «Золотої пальмової гілки», і премії «Оскар» за дизайн костюмів (П'єро Герарді). Критики розглядають фільм, як перехідний від неореалізму до артхаузу. Загалом фільм вважають великим здобутком Фелліні в кінематографії та вершиною режисерської майстерності Фелліні (нарівні з його іншим класичним хітом за участю Мастроянні, «Вісім з половиною»).

## Сюжет фільму
Сюжет фільму знято на основі найпоширенішої інтерпретації сюжету. Фільм можна розділити на пролог, сім основних епізодів, перерваний інтермецо, і епілог.
| Ліві лапки | «Коли я з моїми помічниками зробив спробу створити історію, яка узагальнювала б і показувала протиріччя, невпевненість, втому, абсурдність, неприродність певного способу життя, то, немов почувши потойбічний голос, став повторювати собі: ні, не треба піклуватися про створення оповідання, цей фільм не повинен являти собою сюжетну історію. Зробимо краще так: складемо разом весь зібраний матеріал, поговоримо відверто, поділимося думками, згадаємо про те, що ми читали в газетах, в коміксах. Покладемо всі наші замітки, всі документи на стіл в самому хаотичному вигляді» — Федеріко Фелліні: Інтерв'ю з Федеріко Фелліні і Марчелло Мастроянні | Праві лапки |

### Пролог
Вертоліт з журналістом (Марчелло) та фотографом (Папараццо) слідує за іншим вертольотом, який везе статую Христа над різними районами Риму. Вертоліт з Марчелло та Папараццо на мить відволікається і приземляється біля жінок у бікіні, що засмагають на даху житлового будинку. Жінки питають у нього, куди прямує статуя. Він відповідає, що вона прямує до Площі св. Петра. Далі Марчелло використовує жести, щоб спитати у них їхні номери телефонів, але після невдалої спроби знизує плечима і продовжує переслідування статуї. В наступному кадрі відкривається панорама Площі святого Петра.

### Епізод 1
Марчелло відвідує нічний клуб, де випадково зустрічає Маддалену (Анук Еме). Красива і багата спадкоємиця, вона втомилася від Риму і постійно шукає нових відчуттів, у той час як Марчелло вважає, що Рим підходить йому як джунглі, в яких він може ховатися. Вони займаються коханням в спальні повії, з якою вони поїхали до її дому на кадилаку Маддалени. На світанку Марчелло повертається додому, де виявляє, що його наречена, Емма (Івонн Ферн), має передозування. По дорозі в лікарню він заявляє про своє вічне кохання до неї. Після цього вона опиняється у напівнепритомному стані в реанімації. В очікуванні на її видужання він намагається зробити телефонний дзвінок Маддалені.

### Епізод 2
Цього дня Марчелло йде зустрічати Сільвію (Аніта Екберг), відому шведсько-американську актрису, в аеропорту Чампіно, де її зустрічають орди репортерів. Під час прес-конференції Сільвії він дзвонить додому, щоб переконатися, що Емма прийняла свої ліки, і водночас переконати її, що він не на самоті з Сільвією. Після того як кінозірка впевнено дала відповіді на шквал запитань журналістів, Марчелло рекомендує Сільвії зробити екскурсію площею св. Святого Петра. Всередині купола Святого Петра репортер новин скаржиться, що Сільвія швидка неначе ліфт, і що ніхто з них не може зрівнятися з нею в енергійності підніматися нескінченними сходами. Натхненний Марчелло прямує вперед так, щоб бути з нею на самоті. Після цього вони обидва досягають балкону з виглядом на Ватикан. Тієї ночі Марчелло та Сільвія захопилися танцями під ритми Каракалли, її наречений Роберт (Лекс Баркер) нудно читає газету. Його принизливі зауваження спрямовані до Сільвії, аби вона покинула цю групу, вона ігнорує і охоче покидає його, прямуючи з Марчелло і групою фотографів вулицями Риму. Опинившись на самоті, Марчелло та Сільвія залазять до фонтану Треві. Неначе магічне заклинання, світанок приходить у той самий момент, коли Сільвія грайливо «змащує» голову Марчелло водою з фонтану. Вони їдуть назад до готелю Сільвії, де знаходять лютого Роберта, котрий чекав її у своїй машині. Роберт дає ляпаса Сільвії, вимагаючи від неї лягти в ліжко, а потім нападає на Марчелло.

### Епізод 3, A
Марчелло зустрічає Штайнера (Ален Кюні), свого друга, що відрізняється високою інтелектуальністю. У Церкві він грає музику Баха на органі.

### Епізод 4
Ближче до вечора, Марчелло, його друг фотограф Папараццо (Вальтер Сантессо) та Емма їдуть на околицю Риму, щоб стати свідками того як двоє дітей побачили Богородицю. І хоч католицька церква скептично ставиться до цієї події, величезний натовп журналістів і простих людей збираються на площі. Події цієї ночі передаються по італійському радіо та телебаченню. Діти сліпо слідують з кутка в куток, натовп обриває листя з невеликого дерева, поблизу якого з'являлась Богородиця, вважаючи, що таким чином вони отримають Її заступництво. Між тим, Емма молиться Діві Марії, щоб стати єдиним власником серця Марчелло. Збори закінчуються на світанку жалобою зі хворою дитиною, котру паломник приніс його матері, щоб вона зцілилася. Але натовп затоптав її до смерті.

### Епізод 3, Б
Одним вечором, Марчелло і Емма відвідують вечірку у розкішному будинку Штайнера, де вони знайомляться з абсурдною групою інтелектуалів, які читають дурні вірші, бринькають на гітарі, пропонують дріб'язкові ідеї, і слухають звуки природи, записані на плівку. В той час як одна з жінок, заявляє, що краще не одружуватися, щоби не вибирати; Марчелло відповідає, що краще бути обраним, ніж обирати самому. Емма зачаровується будинком Штайнера та його дітьми, розповідаючи Марчелло, що одного разу вони одружаться і матимуть подібний будинок. На терасі, Марчелло визнає своє захоплення Штайнером і усім тим, що він має. Але Штайнер відповідає, що він розривається між безпекою, що йому дав матеріалістичне життя і прагнення до духовнішого небезпечного способу життя. Штайнер філософствує про потребу в любові у світі і побоювання, що його діти можуть вирости одного дня.

### Інтермеццо
Марчелло проводить день працюючи над своєю новою новеллою у приморському ресторані, де він зустрічає Паолу (Валерія Чяґоттіні), юну офіціантку з Перуджі, що грає Переса Прадо «Ча-ча Патріція» на музичному автоматі, і наспівує дудку. Він питає, чи є у неї хлопець, проте не отримує відповіді; потім описує її як янгола на картині.

### Епізод 5
Марчелло зустрічається зі своїм батьком (Аннібале Нікі), що відвідує Рим на Віа Венето. З Папараццо, вони йдуть в «Ча-ча-ча-клуб», де Марчелло знайомить свого батька з Фанні (Магалі Ноель). Красива танцівниця, фактично пропонує йому жіноче товариство на ніч. Фанні запрошує батька Марчелло у свою квартиру, де з ним трапляється серцевий напад. Попри пропозицію Марчелло зупинитися і поговорити, його батько бере таксі і першим поїздом їде до дому.

### Епізод 6
Марчелло, Ніко (Nico), та інші друзі зустрічаються на Віа Венето щоб поїхати до замку, що належать родині аристократів в Бассано ді Сутрі, поблизу Риму. Там Маддалена заводить Марчелло у велику кімнату і встановлює з ним зв'язок з іншої кімнати через ехо. Признаючись у коханні до Марчелло, Маддалена пропонує йому одружитися з нею, в той час як її цілує інший чоловік. Не знаючи про її лукавство, Марчелло заплутанно відповідає, що стає простим відлуння у порожнечу. Коли група досліджує руїни будинку, що знаходиться біля замку, Марчелло спокушається Джейн-людожеркою (Одрі Макдональд). На світанку група повертається до основної частини замку.

### Епізод 3, В
У машині між Марчелло та Еммою розв'язується конфлікт; Марчелло говорить, що її материнська любов душить його. Емма стверджує, що знайти жінку, яка любить Марчелло настільки, як вона, є надзвичайно важливим у житті кожного чоловіка. Він відповідає, що не може відповідати її потребам любові і просить її вийти з машини. Вона відмовляється. З деякими елементами насильства (укус від неї і ляпас від нього), він викидає її з машини і їде. Після переміни в серці, він повертається через декілька годин, знаходячи Ему з цигаркою і збираючою квіти на тому ж місці де він залишив її. Вона сідає в машину, не кажучи ні слова.
У ліжку з Еммою, Марчелло отримує телефонний дзвінок. Він кидається до квартири Штайнера і дізнається, що він убив себе і своїх двох дітей. Після того, як Марчелло очікував з поліцією повернення дружини Штайнера, він зустрічає її в оточенні репортерів, що фотографують її.

### Епізод 7
В той вечір, Марчелло і група завсідників вдерлися до будинку на пляжі Френежа, що належав належить Ріккардо. У рамках святкування свого недавнього розлучення з Ріккардо, Надя виконує стриптиз. П'яний Марчелло намагається долучити інший завсідників до спільної оргії. Через їхнє сп'яніння учасники підхоплюють іниціативу Марчелло кидатися подушками, наповненими пір'ям. Ріккардо з'являється в будинку і сердито наказує покинути його квартиру.

### Епілог
На світанку учасники йдуть до пляжу, де вони знаходять сучасного Левіафана, роздутого ската, що потрапив у рибальську сіть. Марчелло заціпеніло дивиться в очі смерті.
Паола, дівчина з приморського кафе, кличе Марчелло з лиману. Але її слова губляться у вітрі. Він демонструє свою нездатність зрозуміти, що вона говорить, або інтерпретувати її загадкові жести. Він знизує плечима і повертається до завсідників віддаляючись від неї береговою лінією. Фільм закінчується довгим великий планом, де Паола махає Марчелло рукою із загадковою усмішкою.

## Актори
- Марчелло Мастроянні — Марчелло Рубіні
- Аніта Екберг — Сільвія
- Анук Еме — Маддалена
- Івонн Фурно — Емма
- Магалі Ноель — Фанні
- Ален Кюні — Штайнер
- Аннібале Нінчі — Марчелло
- Вальтер Сантессо — Папараццо
- Валерія Чанготтіні — Паола
- Ріккардо Гарроне — Ріккардо
- Лаура Бетті — Лаура
- Лекс Баркер — Роберт, чоловік Сільвії
- Ніко — грає саму себе
- Адріано Челентано — грає самого себе

## Знімальна група
- Режисер — Федеріко Фелліні;
- Сценарій — Федеріко Фелліні, Енніо Флаяно, Тулліо Пінеллі;
- Продюсер — Джузеппе Амато, Анджело Ріццолі, Франко Мальї;
- Оператор — Отелло Мартеллі;
- Композитор — Ніно Рота;
- Художник — П'єро Герарді;
- Монтаж — Лео Каттоццо.

## Художні особливості

### Структура фільму
Як правило, фільм інтерпретують як мозаїку з семи основних епізодів (схема запропонована журналістом Марчелло Рубіні).
Сім основних епізодів:
1. Уривок з Мадаленою;
2. Довга ніч з Сільвією;
3. Відносини зі Штайнером. Уривок складається з трьох частин: у церкві; вечірка в будинку Штайнера; самогубство Штайнера;
4. Явлення Мадонни дітям;
5. Відвідини батьком Марчелло;
6. Вечірка в замку;
7. Сцена на пляжі.

Можна провести аналогії: сім смертних гріхів, сім таїнств, сім днів творіння.
Деякі критики (наприклад, Пітер Бонданелла) стверджують, що цей підхід є помилковим і неупередженій людині важко було б підігнати послідовність епізодів під строгу нумерологічну основу.

### Про Папараццо
Ім'я персонажа фільму фотографа Папараццо стало прозивним. На думку режисера: «Камера живе за нього. Він бачить світ тільки через об'єктив, тому, коли він останній раз з'являється у фільмі, я даю великим планом камеру, яку він тримає в руках».

### Зв'язок картин «Солодке життя» і«Вісім з половиною»
Ці два наділені нагородами і схвальними рецензіями фільми можна об'єднати в своєрідну дилогію. Обидва фільми — історії про чоловіка, що переживає творчу кризу. У першому письменник шукає порятунку зовні, у другому — режисер у своїх спогадах і фантазіях. Обидва героя в результаті не доводять справу до кінця. Письменник не дописав книгу, режисер не дозняв фільм, проте настрій двох картин різний. «Ви могли б все кинути і почати з нуля? Вибрати щось одне, тільки одне, і віддатися йому цілком, так, щоб воно стало метою всього вашого життя, включило в себе все, було б усім, тому що ваша відданість подарує йому безсмертя?», — запитує один з персонажів, і сам же відповідає: «Не вийде».
«La Dolce Vita», яка так оптимістично починається та показує життя римської світської публіки, закінчується трагедією головного героя: Паола, за словами автора, «красива, юна, але в той же час мудра». Гвідо описує героїню свого майбутнього фільму в діалозі з Клаудією, проте цей опис можна віднести і до Паоло. Фінальний кадр: «Кінець» з припискою дрібними буквами «солодкого життя» ставить крапку в долі головного героя, та й всієї італійської золотої молоді 1950-х років.
А головний герой фільму «8½», Гвідо, свідомо відмовляється продовжувати роботу над безперспективною картиною. «Чому він може навчити незнайомих, коли він не може сказати елементарну правду навіть своїм близьким?». Кінець цього тягучого, похмурого і тривожного фільму театрально-оптимістичний.
На думку деяких критиків, обидва фільми — найкраще в творчості Фелліні. Ці фільми називають спробою показати, яке порожнє, безглузде життя, в якому панують відчуження і роз'єднання людей.
Картини мали значний вплив на кінематографістів Заходу. Вважають, що вони породили явище, назване згодом, частково іронічно, почасти серйозно, «артхаусом».

### Інше
Фільм також примітний участю майбутніх знаменитостей — Адріано Челентано і Ніко.
У рік випуску фільму в прокат католицька церква сприйняла відповідний епізод як пародію на ідею Другого пришестя Христа; ця сцена і весь фільм в цілому були засуджені газетним органом Ватикану «L'Osservatore Romano» у 1960 році. В Іспанії цей фільм був взагалі заборонений до показу аж до смерті Франсіско Франко у 1975 році.
Автором музики до фільму є композитор Ніно Рота, однак слід зазначити, що основою музичною темою, використаною у фільмі, є пісня «Меккі-Ніж» Курта Вайля з «Тригрошової опери» Бертольда Брехта.

## Цензура
Правим урядом Фернандо Тамброні картина була заборонена до показу в Італії. Однак кабінет міністрів Тамброні протримався при владі лише з березня по липень 1960 року, і з його відставкою фільм знову з'явився на екранах. Заборона послужила найкращою рекламою «Солодкого життя», і, як наслідок, ця робота стала однією з найкасовіших в творчості Фелліні.

## Нагороди
- Премія «Оскар» за найкращий дизайн костюмів (П'єро Герарді)
- Гран-Прі МКФ в Каннах — «Золота пальмова гілка»
- Премія нью-йоркських критиків — найкращий зарубіжний фільм року
- 3 премії «Silver Ribbon» за найкращого актора, найкращий сценарій і найкращих художників

Також фільм номінувався на премію «Оскар» в номінаціях режисура, сценарій, декорації, і на премію BAFTA, але в цих номінаціях призів не отримав.